# Ponte Granduchessa Carlotta
Il Ponte Granduchessa Carlotta (in francese Pont grande-duchesse Charlotte, in lussemburghese Groussherzogin-Charlotte-Bréck, in tedesco Großherzogin-Charlotte-Brücke) è un ponte di Lussemburgo in Lussemburgo.
Oggi il ponte rappresenta il percorso principale che collega il centro città, la Ville-Haute, a Kirchberg, sito delle istituzioni dell'Unione europea della città. È stato costruito con l'intento di promuovere la scelta del Lussemburgo come sede definitiva delle Comunità europee. Mentre il ponte era in costruzione è stato siglato il Trattato di fusione mantenendo la precedente separazione delle posizioni, ma preservando il Lussemburgo come sede di diverse istituzioni. 

## Storia
Disegnato dall'architetto tedesco Egon Jux, la costruzione è iniziata nel 1962, con una ripresa ufficiale del 20 giugno 1963. 
La costruzione è stata terminata nel 1965 e il ponte è stato aperto nell'ottobre del 1966. Porta il nome dalla granduchessa Carlotta di Lussemburgo, eroina nazionale, a cui è stato omaggiato per i suoi meriti e eroismi nella difesa del Granducato durante la Seconda guerra mondiale.